# 109. вечити дерби у фудбалу
109. вечити дерби у фудбалу је фудбалска утакмица одиграна у Београду 21. фебруара 1998. године, између Црвене звезде и Партизана. Утакмица се завршила резултатом 2 : 1 (1 : 0) за Црвену звезду.